# Oribatella dentaticuspis
Oribatella dentaticuspis är en kvalsterart som beskrevs av Ewing 1910. Oribatella dentaticuspis ingår i släktet Oribatella och familjen Oribatellidae. Inga underarter finns listade i Catalogue of Life.